# 法兰西革命军
法蘭西革命軍（法語：Armée révolutionnaire française）是1792至1802年法蘭西革命戰爭期間對抗各國聯軍的軍隊。這些軍隊的特質，具有革命熱情，裝備較差，人數眾多。他們雖然經歷了早期慘敗，但革命軍最後成功地把外國勢力驅逐出法蘭西領土，並且佔領了許多鄰國，建立了姐妹共和國。 領導的將領有拿破崙·波拿巴、让-巴蒂斯特·儒尔当、安德烈·马塞纳、让·维克托·马里·莫罗。

## 組成

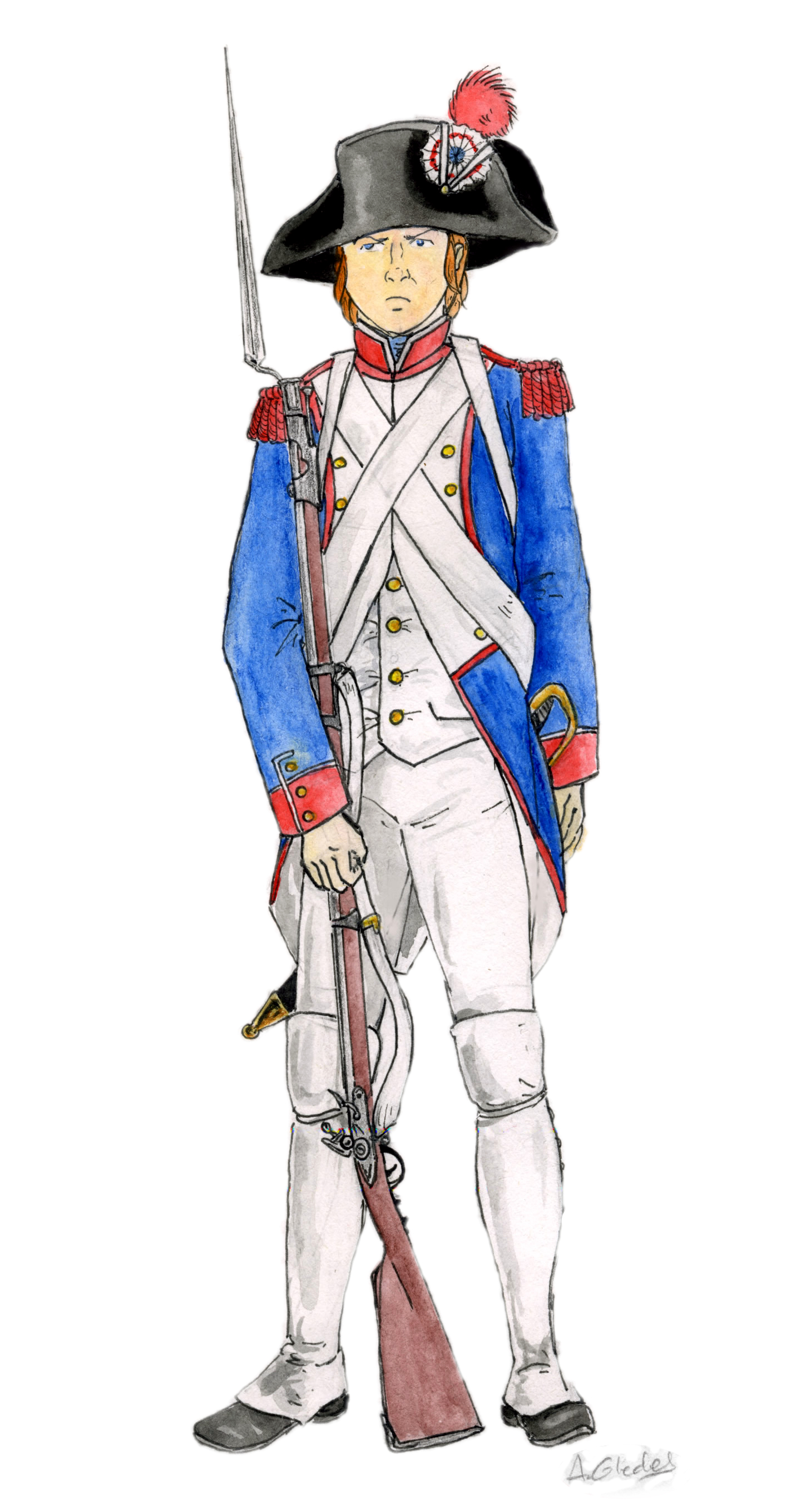
法蘭西革命時期的正規步兵

1789年至1792年，由舊制度先讓位給君主立憲制，然後再到共和國，法蘭西的整個結構轉化契合“自由，平等，博愛”革命的原則。反動歐洲站在對立面，特別是在法蘭西國王被處死後。神聖羅馬帝國皇帝、利奧波德二世和國王腓特烈·威廉二世簽署了皮爾尼茨宣言，隨後法蘭西宣戰，意味著法蘭西共和國從此進入戰爭時期，它需要一個強大的軍事力量確保其生存。 結果就是重組軍隊，成為法蘭西政府的首要重點。
幾乎所有“舊制度”的軍官階層都來自於貴族階層。最終在君主制的推翻之前的一段時間，大量的軍官離開他們的團隊並移居國外。1791年9月15日 到12月1日之間，就有2,160名皇家軍隊的軍官逃離法蘭西，最終加入路易五世·約瑟夫·德·波旁的流亡的軍隊。這些人有許多在恐怖統治期間被囚禁或被處決。其餘小部分留下的軍官幹部被迅速的提拔;這意味著，大多數革命軍官遠遠比君主制度下的他們同行年輕。那些留下的高級貴族軍官，其中有拉法耶特侯爵
，羅尚博伯爵和尼古勞斯·盧克納，很快就被指控同情君主制度，不是被迫流亡就是被處決。
革命的熱情，以及呼籲保衛新的政權通，結果是湧入大量熱情的但未經培訓及沒有紀律的志願者（第一個是無套褲漢，所謂的，因為他們穿著農民的褲子，而非當時其他軍隊穿著的及膝馬褲）。在走投無路的情況下，意味著這些人很快就被引導入軍隊。對於法蘭西革命軍的成功的重要因素之一是戰鬥軍事家拉扎爾·卡諾，後來是拿破崙的戰爭部長，推動的“軍隊重整”（amalgame），兩個充滿熱忱思想渴望自由的志願者組成的營加入一個正規的前皇家陸軍營組成一個半旅團。
軍隊的轉型在軍官層看得最清楚。革命前曾高達90％的貴族，相比於1794年只有3％的貴族。革命熱情高昂，並被公共安全委員會緊密監控，其指派的任務代表密切的注視著將軍們。確實，一些將領被抛棄了，有的被移除或被處決。政府要求士兵忠效在巴黎的政府，而不是他們的將軍。

## 《1791年規章》
革命軍隊，正式的操練是按《1791年規章》的指導進行的，是一套在革命前幾年建立法規。在《1791年規章》制定了幾個複雜的戰術演習，這些演習為了訓練士兵、軍官和士官正確的執行規章的要求。革命軍在所有這三個領 域 都極為缺乏，並因此前期努力依據《1791年規章》應付眼前的災難。未受過訓練的部隊無法執行複雜演習的要求，部隊失去了凝聚力，並且失敗就是必然的。
認識到軍隊是不能夠符合的《1791年規章》要求，指揮官開始 嘗試實施更少的培訓進行編隊。許多著名的法蘭西軍事思想家幾十年之前已經擾嚷著改變。在法蘭西軍隊在七年戰爭期間 的運作遭受屈辱後，他們開始用新的思路來進行實驗。雅克·安托萬·伊波利特寫了他宏大的《將軍戰術論文》，皮埃爾-約瑟夫·布尔塞專注於工作人員的程序和山地戰，而弗朗索瓦·讓·德·梅尼爾-迪朗他專注於鼓吹機動戰術的“縱深隊型”，並在激烈戰鬥縱列隊型，把重點放在刺刀肉搏衝擊壓制火力。
在1770年代，一些指揮官，其中包括輝煌維克多·弗朗索瓦，第二代布羅伊公爵進行演習測試這些戰術。它終於決定推出一系列的實驗來嘗試新的戰術，比較它們的標準腓特烈二世稱為線性隊型稱為“縱深隊型”是普遍性風靡整個的歐洲。布羅伊公爵決定“縱深隊型”在火砲和大量散兵支持時，它的作用是最好的。儘管這些演習，“寬薄隊型”（l'ordre mince）曾 在皇家軍事史上有強而有力的支持者，正因如此，這個陣型成為《1791年規章》的標準。

## 戰火歷練

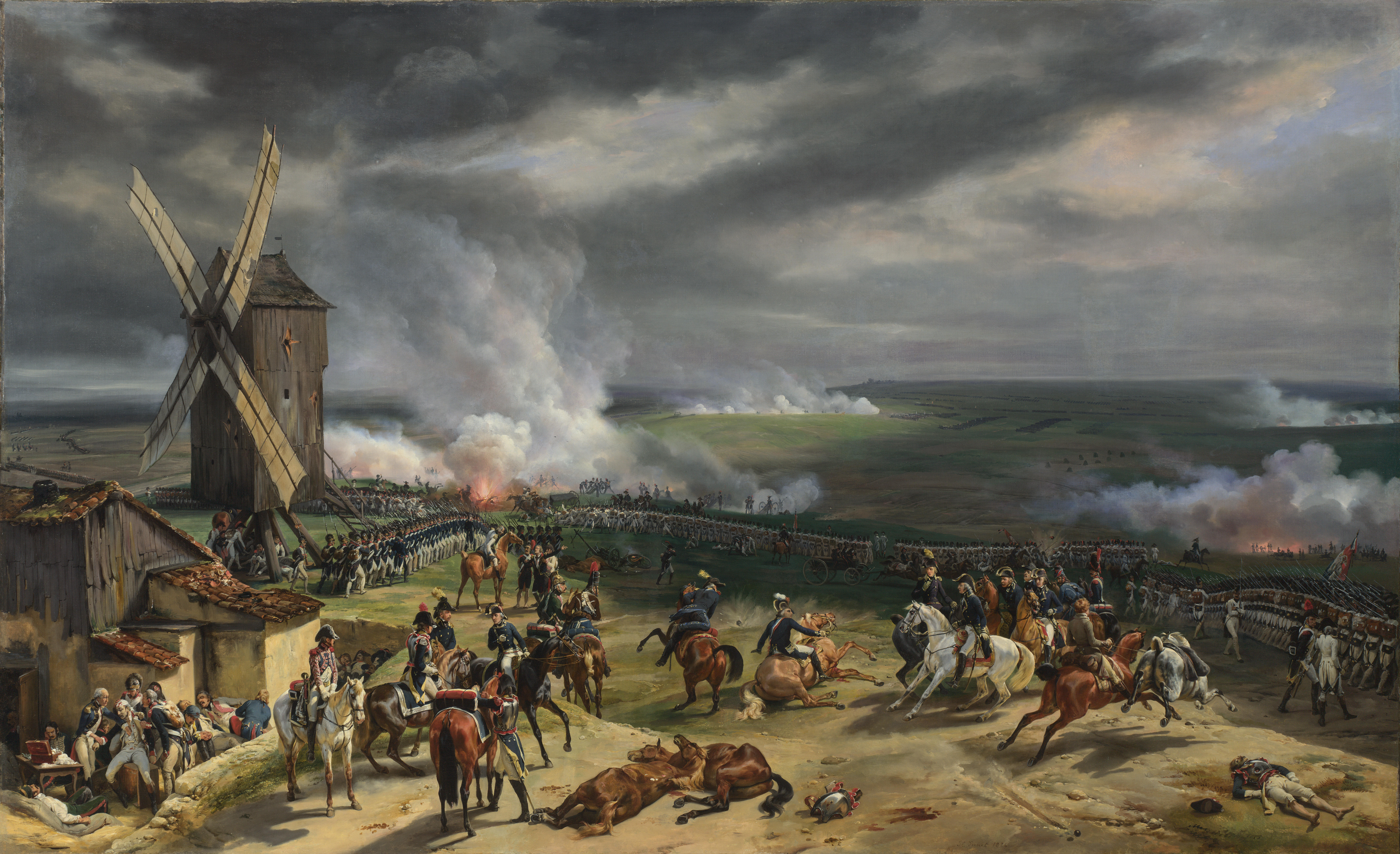
瓦爾密戰役（1792）

法蘭西主動出擊，入侵奧地利尼德蘭是外交部長夏尔·弗朗索瓦·迪穆里埃的建議。這次入侵很快變成一場大災難，倉促訓練的革命衛隊被發現嚴重缺乏服從：一次，部隊殺害他們的將軍為了避免一場戰鬥;另一次，部隊堅持將他們的指揮官的命令 進行了表決。革命部隊在混亂中由奧地利尼德蘭敗退。
於1792年8月，在不倫瑞克公爵指揮下的大隊普奧聯軍越過了邊境，並開始向巴黎進軍並宣稱要 恢復路易十六的權力。幾個革命衛隊很容易被專業的奧地利，黑森，不倫瑞克 - 呂訥堡公國和普魯士的軍隊打敗了。這直接的結果就發生了八月十日事件攻入杜樂麗宮並推翻了國王統治的君主制。接續的革命軍隊不能阻止不倫瑞克公爵的前進，並且看來似乎巴黎在9月中旬就會落入保皇派的手中。國民公會下令剩 餘的軍隊進行整合，交由夏尔·弗朗索瓦·迪穆里埃和弗朗索瓦·克里斯托夫·克勒曼指揮。1792年9月20日，在瓦爾密戰役革命衛隊擊敗不倫瑞克的前衛，導致侵略軍 開始撤往邊境。勝利的大部分功勞必須歸因於法蘭西的大砲，被廣泛認為是歐洲最好的，該歸功於讓·巴蒂斯特·瓦凯特·德·格里博瓦尔的技術改進。
瓦爾密戰役確保了革命衛隊被敵人的重視，並在未來的十年他們不僅捍衛了新生的法蘭西第一共和國，而且在让·维克多·莫罗、让-巴蒂斯特·儒尔当、讓-巴蒂斯特·克萊貝爾、路易·德賽和拿破崙等將軍的指揮下，擴延了法蘭西共和國的邊界。

## 拉扎爾·卡諾
在瓦爾密炮擊挽救了即將毀滅的共和國並迫使敵人必須暫停進攻時，1793年1月21日路易十六被送上斷頭台，而且國民公會的聲明將'輸出革命' 堅決消除想摧毀共和國並恢復君主制的法蘭西敵人。
1793年年初，第一次反法同盟成立，不僅普魯士 和奧地利，而且薩丁尼亞王國、那不勒斯王國、尼德蘭七省共和國、西班牙和大不列顛。共和國是還遭受幾個方面的攻擊，並在憤怒的旺代省天主教區域爆發武裝叛亂。革命衛隊是捉襟見肘，而且共和國的殞落似乎即將來臨。
1793年初，拉扎爾·卡諾，一個出色的數學家，物理學家，而且也是國民公會代表，被選入公共安全委員會。顯示出組織和執行紀律的特殊人才，卡諾著手重新整理散亂的革命衛隊。他認識到沒有巨大的改革和紀律 將抵銷法蘭西衛隊相對於敵人在數量上巨大的優勢，1793年2月24日國民公會發佈法令，卡諾提出每個省新兵配額的指標命令，共計約30萬。到1793年中旬，革命衛隊增加到大約645,000人。

## 大規模徵兵
1793年8月23日，在卡諾的堅持下，國民公會發佈如下公告通令“大規模徵兵”:
“從這一刻起，直至它的敵人從共和國的土地被驅逐，所有法蘭西人民永久的徵用為軍隊服務。年輕男人要戰鬥;已婚的男人要鍛造武器和運送供應品;婦女應縫製帳篷及衣服並在醫院服務;孩子們應將亞麻織成軟麻布;老年人他們自己應致力於在廣場以激發戰士的勇氣和宣揚國王的憎惡並團結共和國" 
所有年齡在18至25歲間的所有未婚身強力壯男子立即報到服兵役。那些結婚了，還有剩下的男人，婦女和兒童，他們的勞動力都在著力於武器和軍隊的供應。
這極大的增加了革命軍的規模，在戰場提供軍隊 人力抵擋住敵人的攻擊。卡諾被政府盛讚為“勝利的締造者”。到了九月1794年，有一百五十萬武裝的革命軍隊。卡諾的“大規模徵兵”呼籲提供了這麼多的人力，一直到1797年，都沒有再啟動的必要。

## 戰術

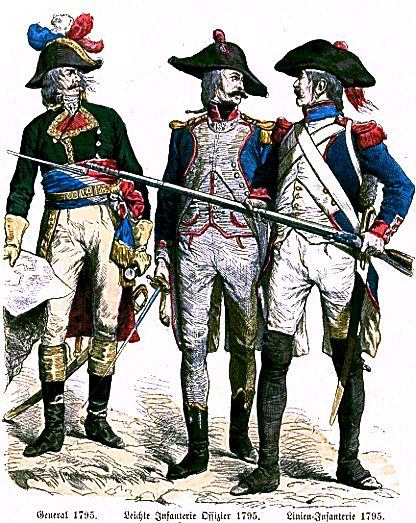
法蘭西革命時期“半旅團”的將軍、輕步兵軍官和士兵畫像。

眼看著《1791年規章》的失敗，一些早期革命衛隊指揮官隨後維克多·弗朗索瓦，第二代布羅伊公爵的實例，並以革命前的觀點進行實驗，逐步適應他們，直到他們發現，有效的工作系統。早期革命衛隊最終使用的標準 由由以下部分組成。
- 具有卓越的士氣和技能的部隊組成散兵，並部署在部隊前緣成為前衛部隊的屏護。他們的主要戰鬥的戰術是游擊戰的性質。有騎馬和徒步，大群散兵可能的話將對敵人隱藏，他們的編隊用火力和部署伏擊接連迅速攻擊。無法反擊分開的散兵，有更好訓練和裝備的流亡擁護君主制度軍隊的士氣和凝聚力逐漸被拖垮。持續不斷的擾亂射擊通常導致部分敵人陣線的動搖，然後“常規”編隊的革命衛隊將會被派出攻擊。

- 部隊具備較少的技能和更多令人懷疑的品質，組成了軍隊“正規”的部分，分別形成被稱之為半旅團的混合執行單位（英语：battalion column）。這種“混合執行單位”的完善幾乎不需要培訓，在比較有技術的散兵完成初始接連迅速攻擊後，提供指揮官“衝鋒陷陣形式”的編組，突破敵人陣線。散兵屏護也為這些部隊提供保護。

## 步兵

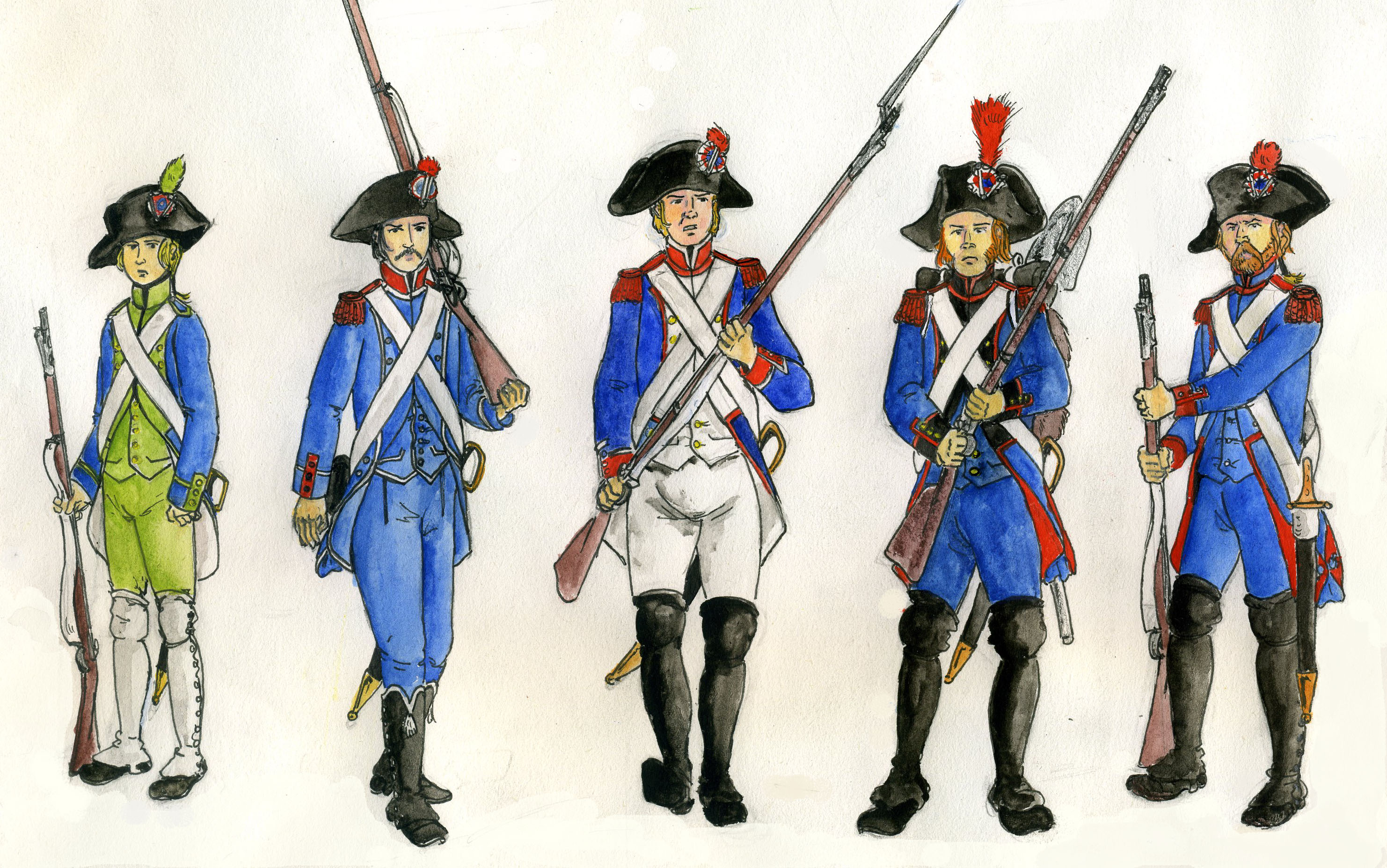
法蘭西共和國士兵

“舊制度”瓦解後，團隊命名的系統也被放棄了。取而代之的，新軍隊組成了一系列“半旅團”的編號。由兩個或三個營隊組成的這些單位被稱為“半旅團”，企圖以避免以往“團隊”名稱的封建意涵。在1793年中期，革命衛隊正式由196步兵半旅團組成。
最初民兵志願營的運作表現淒慘，卡諾下令各“半旅團”是由一個正規的（前皇家陸軍）和两個民兵營隊組成。這些新的組合，目的就是將舊軍隊的紀律和訓練與新志願者的熱情結合起來，  1792年9月的瓦爾密戰役被實踐證明是成功的。1794年，新的“半旅團”被普遍採用。

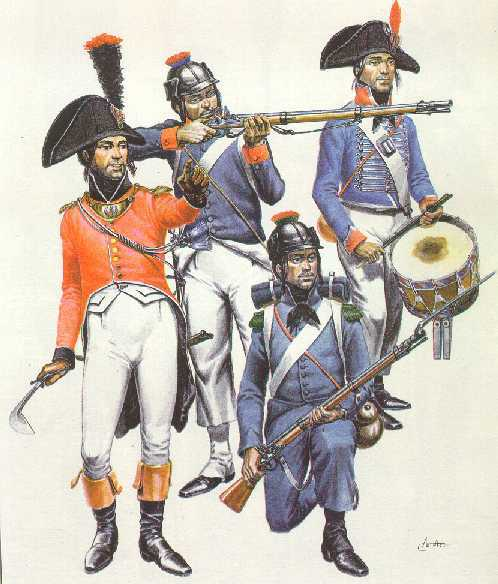
從1798年至1801年埃及戰役法蘭西士兵（左到右，順時針方向）：正規步兵軍官，正規步兵，正規鼓手，輕步兵。

革命衛隊是由不同單位組成的“大雜燴”，因此沒有一個統一的外觀。退伍軍人穿著他們的白色制服，頭戴從“舊制度”沿襲下來的英格蘭式塔爾頓頭盔（tarleton helmet），而與他們一起執行勤務在的國民警衛隊穿著白色衣褲身披藍色滾紅邊夾克，然而，民兵穿著平民服裝，頭戴有三色帽徽的紅色弗里吉亞無邊便帽，以確認他們士兵的身分。不充分的後勤補給意味著已經破舊制服必須用便服取代，所以革命衛隊缺乏統一性的外觀，但是所有士兵都戴了三色帽徽。隨著戰爭的進行，一些“半旅團”共發出特定顏色的制服外套，1798年派往埃及的革命衛隊東方軍團穿著的制服是紫色，粉色，綠色，紅色，橙色和藍色夾克。
伴隨著制服的問題，革命衛隊的許多人缺少武器和彈藥。以在戰場擄獲敵人的武器立即就被吸收派上用場。1796年蒙特諾特之戰，法蘭西1,000名手無寸鐵上陣的士兵，在戰役後都裝備了所擄獲奧地利軍隊的火繩槍。整體而言，缺乏武器是普遍性的。
除此之外，半旅團的正規輕裝步兵也存在缺乏武器的情況。這些編組由具備槍法技能士兵組成的，並用於在主力前面的小規模交火。作為“半旅團”前鋒的，輕裝步兵也是欠缺武器或裝備的。

## 砲兵
支持散兵的是法蘭西砲兵。砲兵在革命初期貴族官員外逃最少，因為它許多是來自中產階級者的指揮官。這些是塑造時代的人，拿破崙·波拿巴，他自己是一個砲兵。讓·巴蒂斯特·瓦凯特·德·格里博瓦尔將軍在革命前的數年，各種技術改進，而隨後讓-皮埃爾·迪·泰伊男爵和他弟弟讓·迪·泰伊騎士接續的努力意味著法蘭西砲兵是歐洲最好的。革命砲兵在共和國早期幾個勝利有至關重要的作用; 例如:瓦爾密戰役、葡月13日反叛、洛迪戰役。在整個拿破崙戰爭期間，大砲繼續在戰場上有主導的功用。

## 騎兵

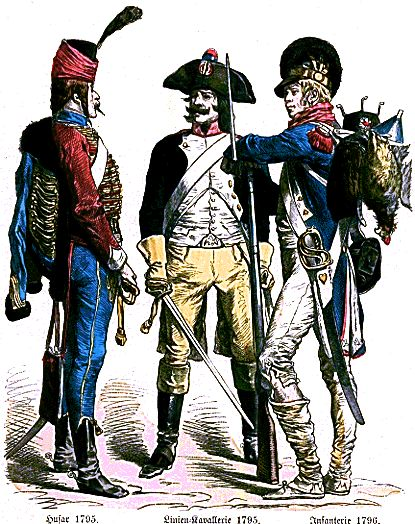
輕騎兵，正規騎兵和正規步兵，1795年至1796年。

騎兵因革命受到嚴重的影響。多數官員一直由貴族擔任，而且在君主制的最後階段及在後續的恐怖統治下避禍而逃離法蘭西。許多法蘭西騎兵加入了孔代親王的流亡軍隊。薩克森的騎兵團和皇家德語騎兵團兩個整團都叛逃投奔奧地利。
不僅缺乏經過訓練的軍官，也欠缺坐騎裝備，革命騎兵成為革命衛隊裝備最差的兵種。1793年中期，革命衛隊的組建計畫包括26個重騎兵團，兩個卡拉賓騎兵、二十個龍騎兵、十八個獵騎兵和10個輕騎兵。在現實中，剩下這些軍團甚至達不到先前一半的實力。然而，與步兵不同，老皇家陸軍所有的營和新募集志願者合併，形成新的“半旅團”，騎兵在整個革命和拿破崙時期保留了他們的軍服和徽章的認同一致性。一個例子，在於1651年建立的阿爾薩斯第一獵騎兵團在1791年改稱為“第一獵騎兵團”，但其它建制保持不變，直到它被滑鐵盧後，才終於被解散。

## 熱氣球部隊
法蘭西熱氣球部隊是最早的法蘭西空軍，成立於1794年用氣球，主要用於偵察。1794年6月2日，當實施對敵人砲轟，第一次運用軍用氣球進行觀測偵察。  6月22日，熱氣球部隊接到命令移動到弗勒呂斯平原，在沙勒罗瓦奧地利部隊的對面，參與弗勒呂斯戰役掌握奧地利軍隊的動向有助於贏得這場勝利。

## 著名的將軍和指揮官

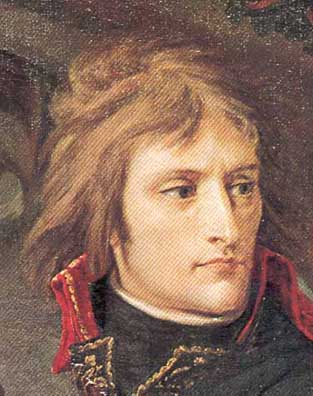
拿破崙·波拿巴
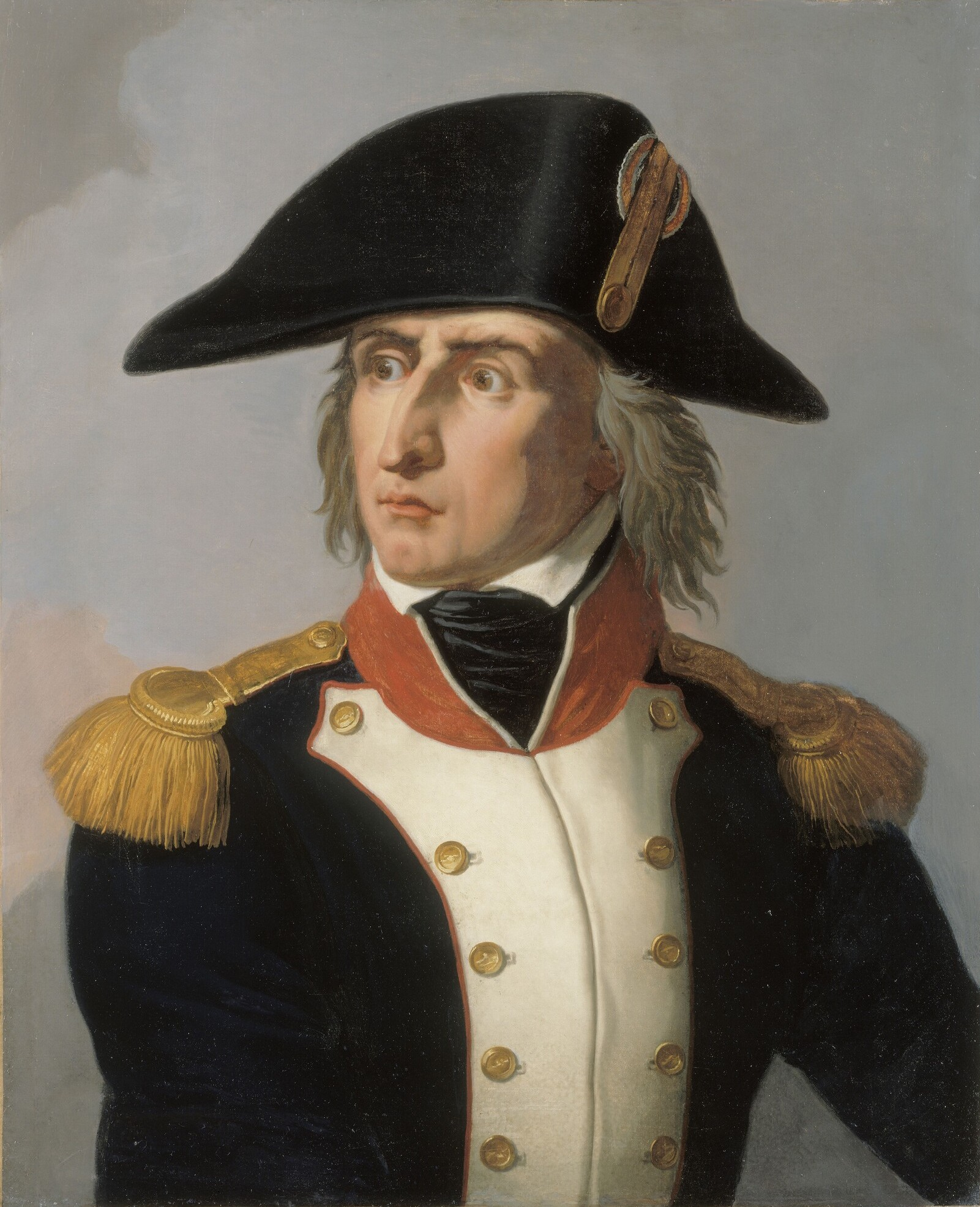
皮埃爾·奧熱羅
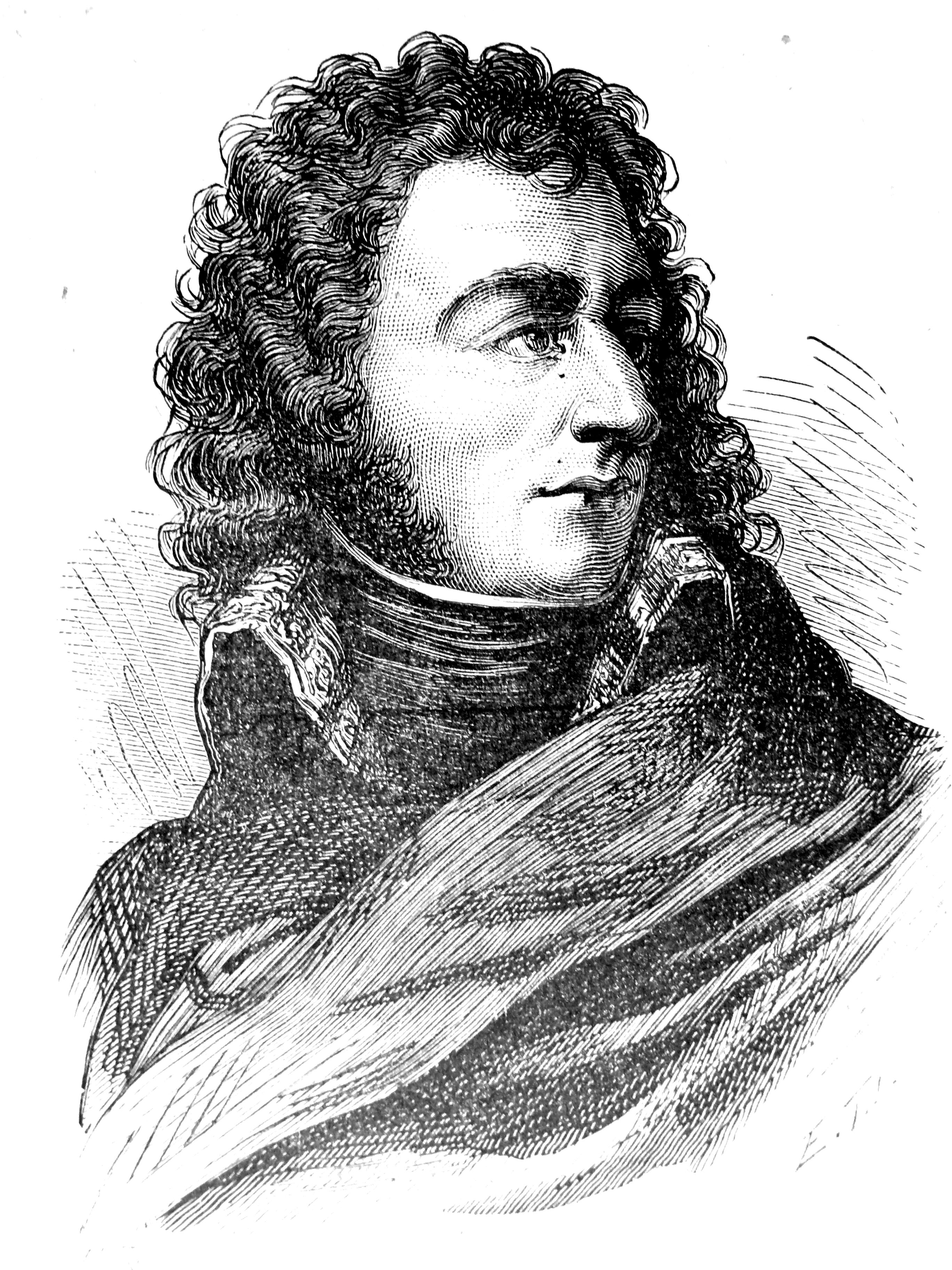
讓-巴蒂斯特·伯納多特 (1818到1844年 瑞典國王與挪威國王)
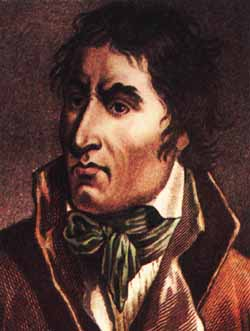
讓-巴蒂斯特·卡里耶
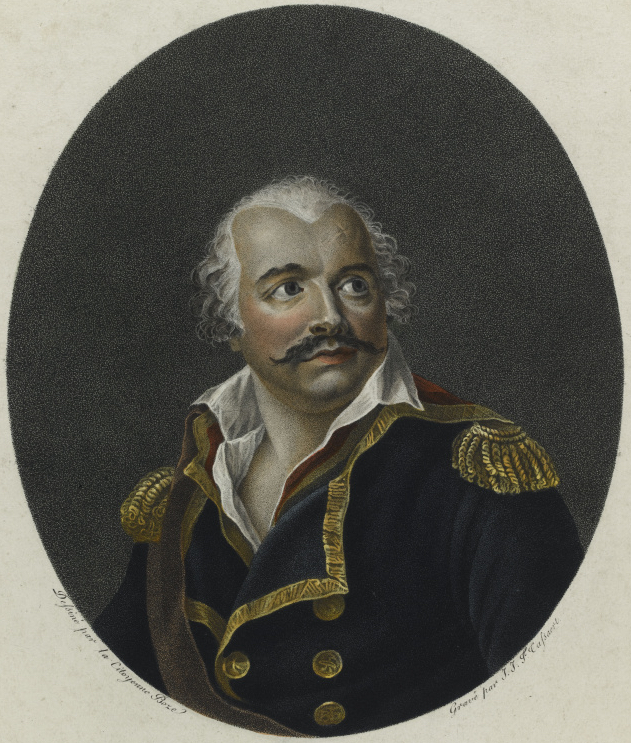
讓·弗朗索瓦·卡尔托（英语：Jean François Carteaux）
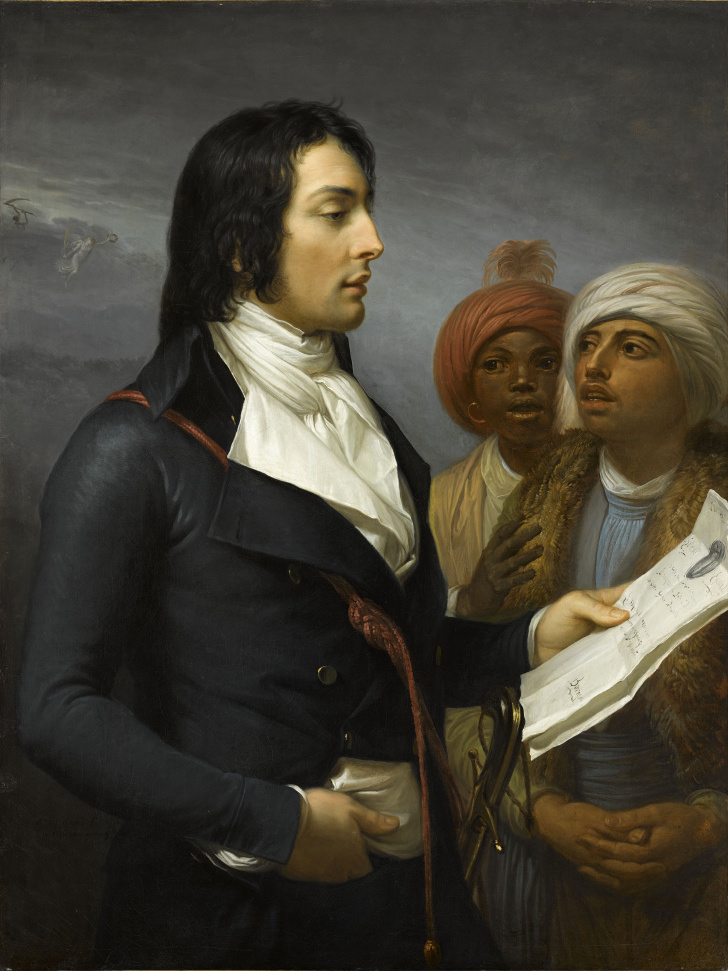
路易·德賽
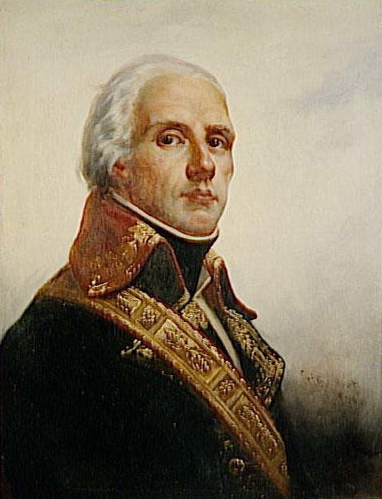
雅克·弗朗索瓦·迪戈米耶
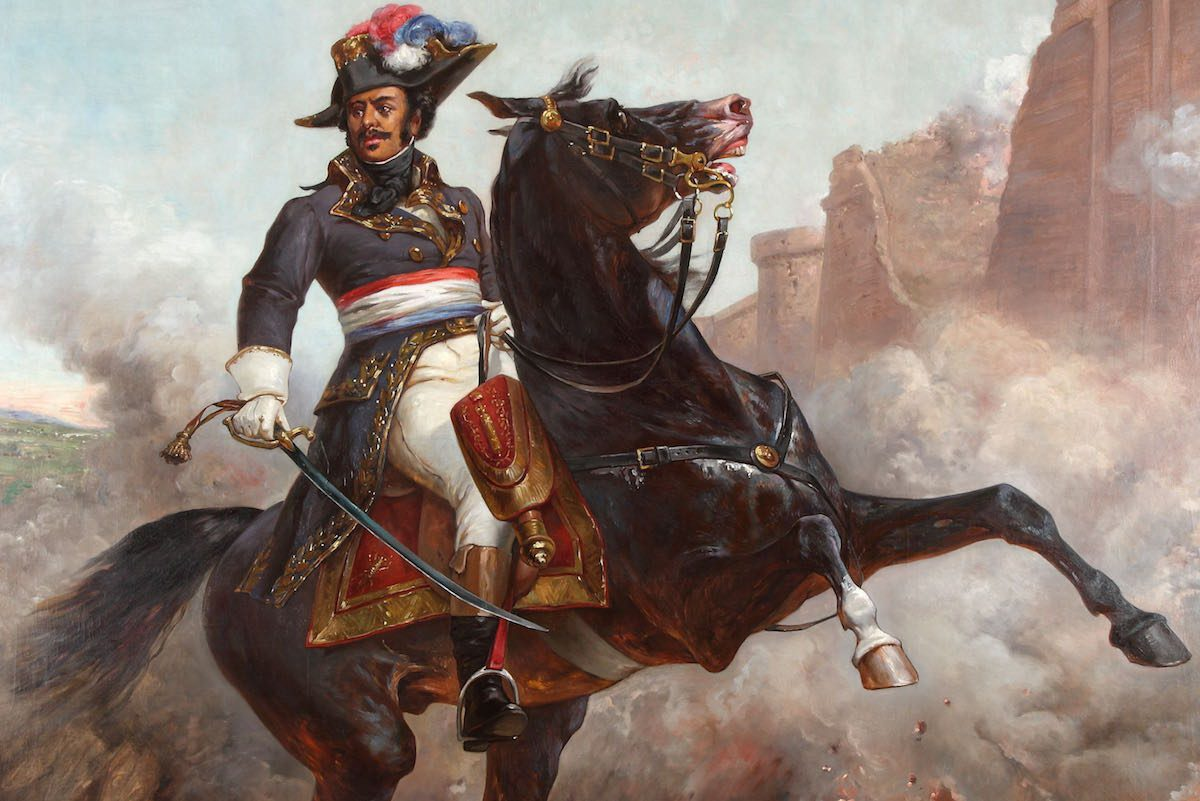
托马-亚历山大·迪马（英语：Thomas-Alexandre Dumas）
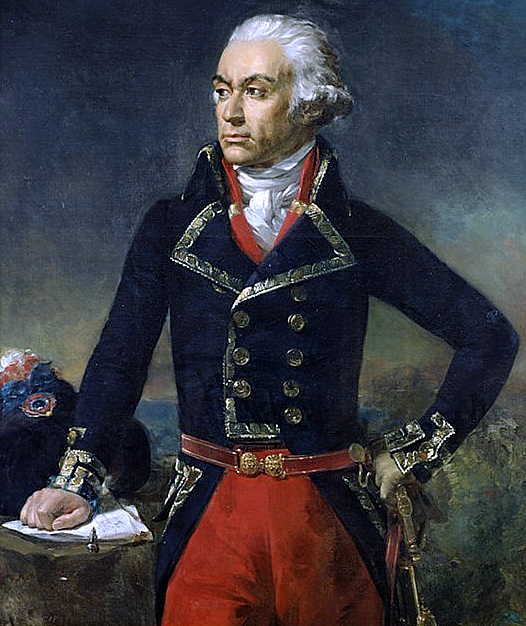
夏尔·弗朗索瓦·迪穆里埃
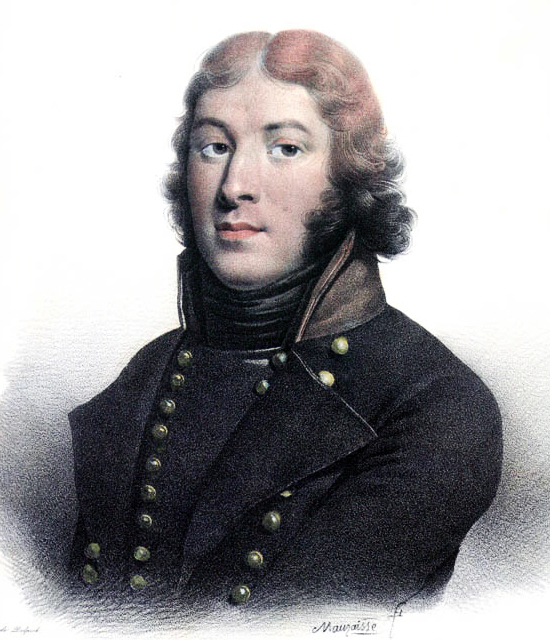
拉扎爾·奥什（英语：Lazare Hoche）
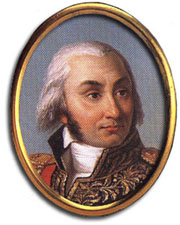
让-巴蒂斯特·儒尔当
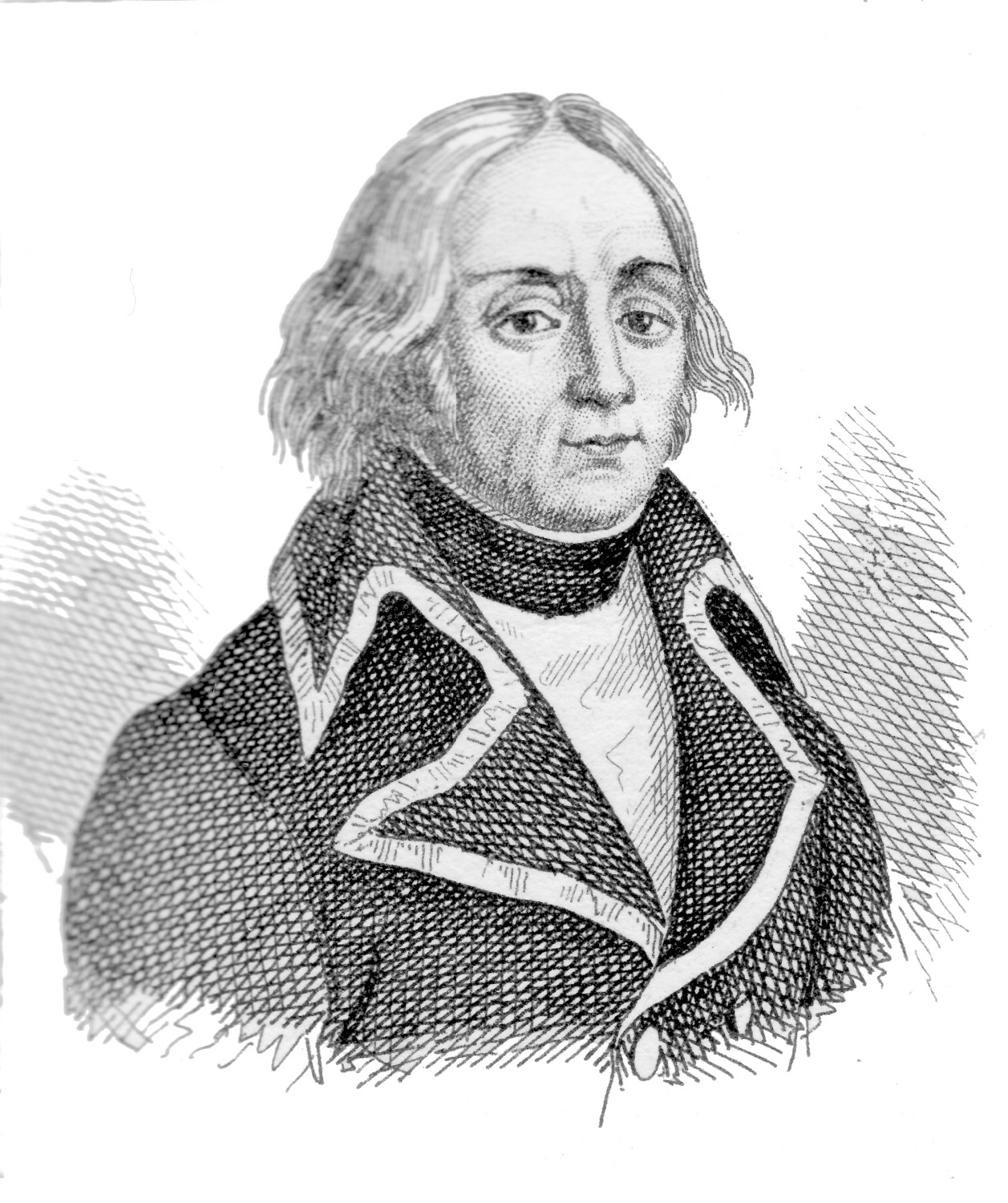
弗朗索瓦·克里斯托夫·克勒曼
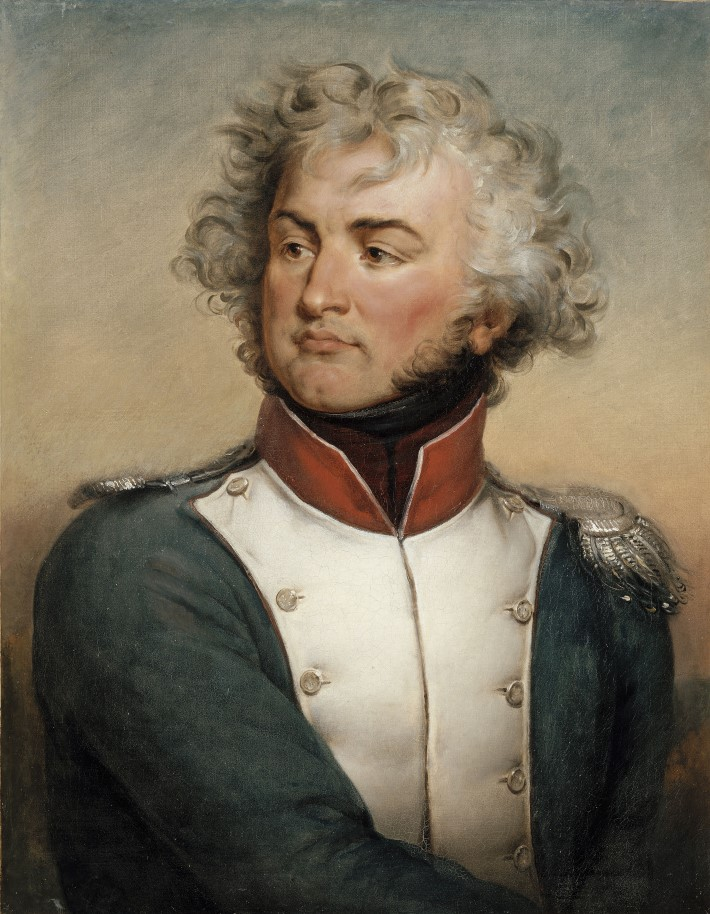
讓-巴蒂斯特·克萊貝爾（英语：Jean Baptiste Kléber）
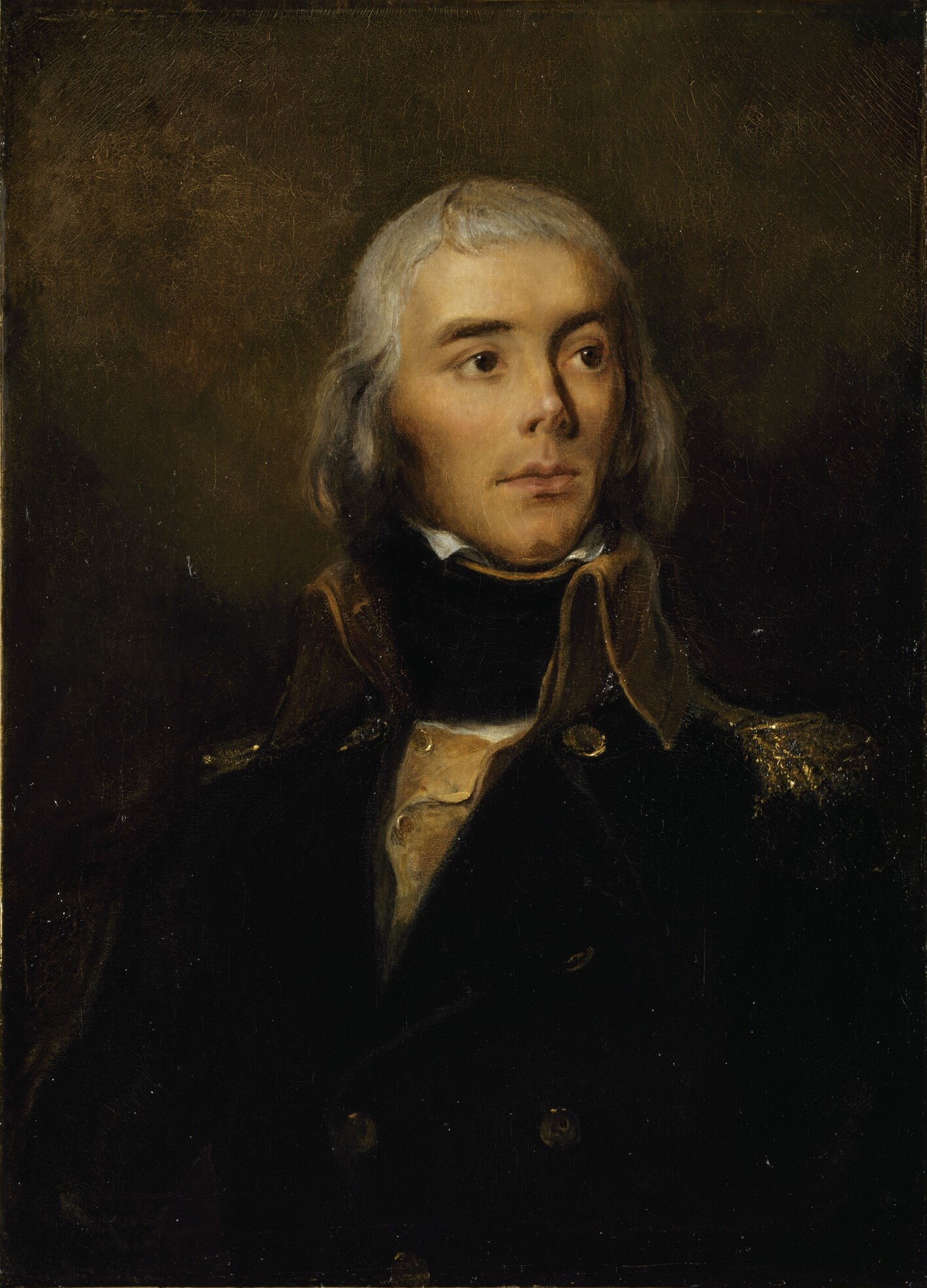
艾蒂安·麦克唐纳
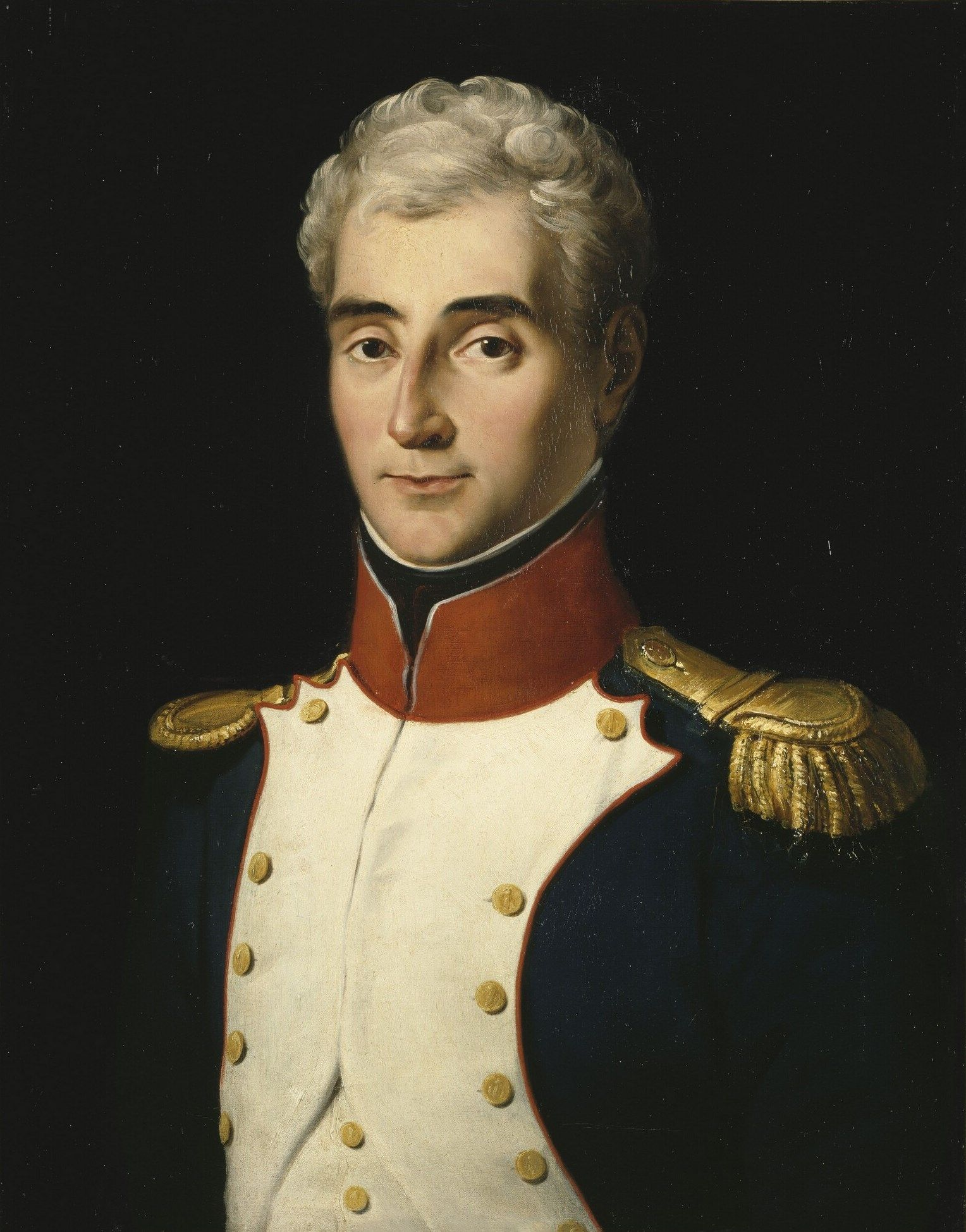
安德烈·馬塞納
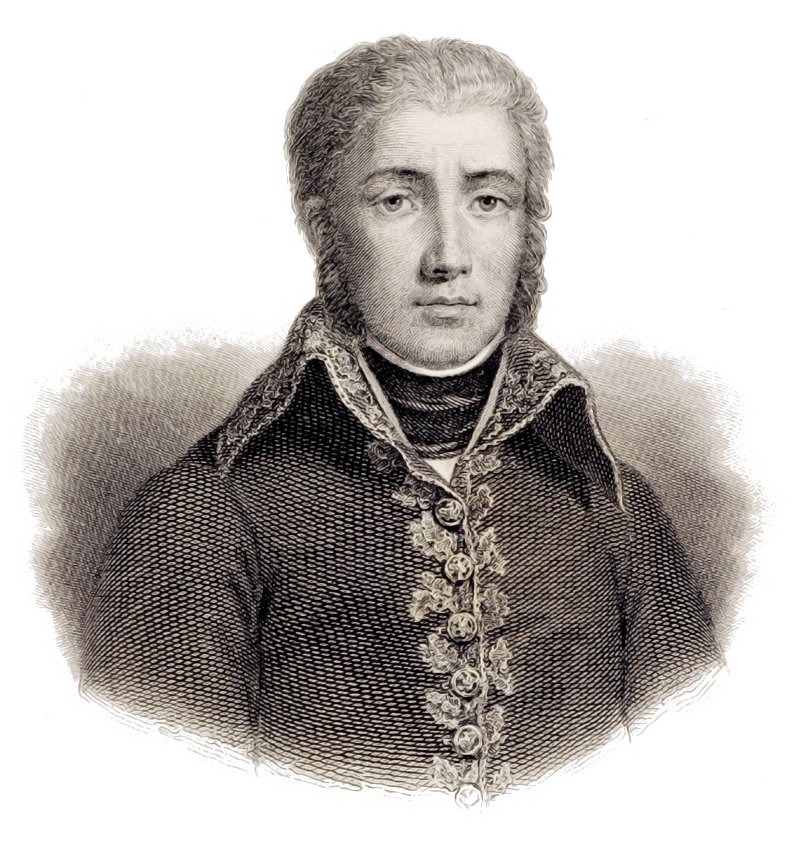
讓·維克多·莫羅
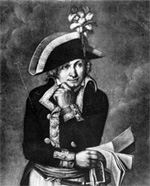
让-夏尔·皮舍格吕
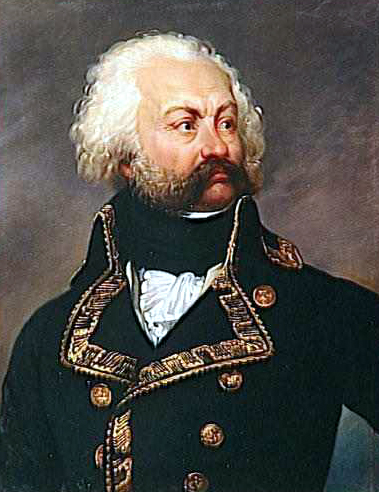
亚当·菲利普·德·屈斯蒂纳（英语：Adam Philippe, Comte de Custine）
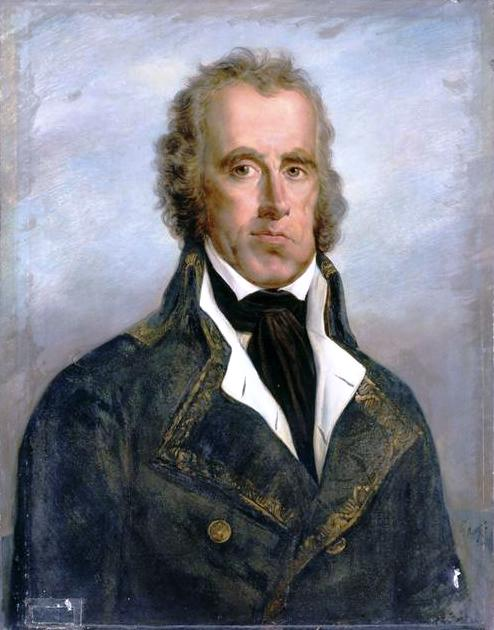
让·尼古拉·乌沙尔（英语：Jean Nicolas Houchard）

## 1792年至1804年活躍的軍隊
1792年的軍隊
- 北部陸軍（英语：Army of the North (France)）
- 萊茵區陸軍（英语：Army of the Rhine (France)）
- 阿爾卑斯山區陸軍（英语：Army of the Alps）
- 比利牛斯山區陸軍（英语：Army of the Pyrenees）
- 海岸陸軍（英语：Army of the Coasts）
- 中心區陸軍（英语：Army of the Centre）
- 陸軍預備隊
- 瓦爾河谷陸軍（英语：Army of the Var）

1793年後組建的軍隊
- 北部陸軍（英语：Army of the North (France)）
- 阿登地區陸軍（英语：Army of the Ardennes）
- 摩澤爾地區陸軍（英语：Army of the Moselle）
- 萊茵區陸軍（英语：Army of the Rhine (France)）
- 阿爾卑斯山區陸軍（英语：Army of the Alps）
- 意大利地區陸軍（英语：Army of Italy (France)）
- 布雷斯特海岸陸軍（英语：Army of the Coasts of Brest）
- 瑟堡海岸陸軍（英语：Army of the Coasts of Cherbourg）
- 拉羅謝爾海岸陸軍（英语：Army of the Coasts of La Rochelle）
- 西比利牛斯山區陸軍（英语：Army of the Western Pyrenees）
- 東比利牛斯山區陸軍（英语：Army of the Eastern Pyrenees）

在1793年10月1日拉羅謝爾海岸陸軍被重新命名為西部陸軍
特別任務組建的軍隊
- 桑布爾-默茲陸軍（英语：Army of Sambre-et-Meuse）
- 萊茵區和摩澤爾陸軍（英语：Army of the Rhine and Moselle）
- 由意大利地區陸軍（英语：Army of Italy (France)）劃分出駐紮羅馬陸軍
- 1797年拿破崙的入侵英格蘭聯合王國計劃（英语：Napoleon's planned invasion of the United Kingdom）建構的陸軍，在1798年改編為東方戰役遠征陸軍（英语：Order of battle of the Armée d'Orient (1798)）;發動了埃及-敘利亞戰役;1802年亞眠和約簽訂，這部分軍隊改編為遠征聖多明格（英语：Saint-Domingue expedition）的軍隊
- 陸軍預備隊是由拿破崙親自領導在1799-1800年第二次反法同盟義大利戰役時秘密組建的，在1800年6月14日的馬倫哥戰役發揮重大的功效
- 日耳曼地區陸軍（英语：Army of Germany (1797)）
- 多瑙河地區陸軍（英语：Army of the Danube）
- 駐紮巴達維亞共和國陸軍
- 格勞賓登州地區陸軍（英语：Army of the Grisons）
- 1797年拿破崙的入侵英格蘭聯合王國計劃（英语：Napoleon's planned invasion of the United Kingdom）建構的陸軍，在1803年特拉法加海戰法蘭西海軍被擊潰放棄入侵計劃後，在1805年改組為雄偉陸軍（英语：Grande Armée），成為1812年入侵沙俄陸軍的主力

## 延伸閱讀
- Bertaud, Jean-Paul. The Army of the French Revolution: From Citizen-soldier to Instrument of Power (Princeton University Press, 1988)
- Chandler, David G.（英语：David G. Chandler）.  Campaigns of Napoleon, 1216 pages. 1973. ISBN 0-02-523660-1; covers each battle
- Elting,  John Robert. Swords Around the Throne: Napoleon's Grande Armée, 784 pages. 1997. ISBN 0-306-80757-2
- Forrest, Alan. Soldiers of the French Revolution (1989)
- Forrest, Alan.  Conscripts and Deserters: The Army and French Society during Revolution and the Empire (1989) excerpt and text search （页面存档备份，存于）
- Griffith, Paddy. The Art of War of Revolutionary France, 1789–1802 (1998) excerpt and text search （页面存档备份，存于）
- Hazen, Charles Downer - The French Revolution (2 vol 1932) 948 pages. ASIN: B00085AF0W
- Haythornthwaite, Philip J. Napoleon's Military Machine (1995) excerpt and text search （页面存档备份，存于）
- Lynn, John A.  The Bayonets of the Republic: Motivation and Tactics in the Army of Revolutionary France, 1791–94 , (1984) 356 pages, ISBN 0-8133-2945-0
- Rothenberg, Gunther E. . Bloomington, Indiana: Indiana University Press. 1980. ISBN 0-253-31076-8.
- Scott, Samuel F. "The Regeneration of the Line Army during the French Revolution." Journal of Modern History (1970) 42#3 pp 308–330. in JSTOR （页面存档备份，存于）
- Scott, Samuel F. From Yorktown to Valmy: The Transformation of the French Army in an Age of Revolution (1998) online （页面存档备份，存于）
- Skocpol, Theda. "Social revolutions and mass military mobilization." World Politics (1988) 40#2 pp 147–168.

### 主要來源
- Royal, Republican, Imperial, a History of the French Army from 1792–1815: Vol 1 - Infantry - History of Line Infantry (1792–1815), Internal & Tactical Organization; Revolutionary National Guard, Volunteers Federes, & Compagnies Franches; and 1805 National Guard., Nafziger, George（英语：Nafziger, George）. 98 pages. (https://archive.today/20121220114621/http://home.fuse.net/nafziger/NAFNAP.HTM)
- Royal, Republican, Imperial, a History of the French Army from 1792–1815: Vol 2 - Infantry - National Guard after 1809; Garde de Paris, Gendarmerie, Police, & Colonial Regiments; Departmental Reserve Companies; and Infantry Uniforms., Nafziger, George. 104 pages. (https://archive.today/20121220114621/http://home.fuse.net/nafziger/NAFNAP.HTM)
- Royal, Republican, Imperial, a History of the French Army from 1792–1815: Vol 3 - Cavalry - Line, National Guard, Irregular, & Coastal Artillery, Artillery & Supply Train, and Balloon Companies., Nafziger, George. 127 pages.
- Royal, Republican, Imperial, a History of the French Army from 1792–1815: Vol 4 - Imperial Guard, Nafziger, George. 141 pages. (https://archive.today/20121220114621/http://home.fuse.net/nafziger/NAFNAP.HTM)